# جنگنده دو سرنشین گونه ۲
جنگنده دو سرنشین گونه ۲ (به ژاپنی: 二式複座戦闘機) (عنوان طراحی: کی-۴۵) یک جنگنده سنگین تک‌باله دو موتوره دو سرنشین ساخت شرکت کاواساکی در امپراتوری ژاپن بود. این هواگرد نخستین پرواز خود را ماه ژانویه سال ۱۹۳۹ انجام داد.

## طراحی و توسعه

### کی-۴۵
شرکت کاواساکی ماه دسامبر سال ۱۹۳۷ سفارشی از نیروی زمینی امپراتوری ژاپن برای طراحی یک جنگنده سنگین دو موتوره دو سرنشین دریافت کرد. این هواگرد توسط مهندس دوی تاکئو طراحی شد و «کی-۴۵» نام گرفت. با بهره‌گیری از طرح مطالعاتی پیشین کی-۳۸، هواگرد جدید با ساختاری تمام‌فلزی با پوسته تحت‌فشار، شاسی نیمه‌یکپارچه، بال بیضوی و ارابه فرود جمع‌شونده دستی بود. دو موتور شعاعی ها-۲۰-استو هر یک با توان ۸۲۰ اسب بخار نیرومحرکه هواگرد را تأمین می‌کرد. تسلیحات شامل یک توپ خودکار ۲۰ م‌م و دو مسلسل ۷٫۷ م‌م شلیک‌کننده رو به جلو و یک مسلسل ۷٫۷ م‌م متحرک در جایگاه تیربارچی دم می‌شد.
نخستین پیش‌نمونه نخستین بار ماه ژانویه سال ۱۹۳۹ به پرواز درآمد. مشکلات متعددی در عملکرد هواگرد پدیدار شد. یکی مهم‌ترین آن‌ها نیروی پسار بالا در محفظه موتور بود. برای حل این مشکل در پیش‌نمونه دوم که ماه مه سال ۱۹۳۹ تکمیل شد، از پوشش بسته موتور با گردونه مجرا دار استفاده شد. در این پیش‌نمونه همچنین ارابه فرود برقی شد. با این وجود مشکل محفظه موتور همچنان باقی بود و عملکرد هواگرد همچنان راضی‌کننده نبود. بدین شکل کار بر روی پیش‌نمونه‌ها متوقف شد.
در قالب برنامه موسوم به «فاز نخست بهبود عملکرد»، ماه آوریل سال ۱۹۴۰ مجدداً کار بر کی-۴۵ از سرگرفته شد و هشت پیش‌نمونه دیگر تولید شد. در این هواگردها از موتور شعاعی ۱۴ سیلندر ناکاجیما ها-۲۵ هر یک با توان ۱٬۰۵۰ اسب بخار در یک محفظه باز طراحی شده استفاده شد. پروازهای آزمایشی از ماه ژوئیه سال ۱۹۴۰ آغاز شد.

### کی-۴۵-کای
همزمان دوی تاکئو، به ابتکار خود، ارزیابی مجدد آیرودینامیکی و باز طراحی کامل ساختاری در جنگنده صورت داد که اساساً آن را به طرح جدیدی تبدیل کرد. با وجود این که طرح جدید، جز در پیکربندی، اشتراک زیادی با کی-۴۵ اولیه نداشت، برای نام‌گذاری آن تنها یک «کای» (مخفف کایزو به معنای «اصلاح‌شده») به انتهای نام افزوده شد.
در قیاس با طرح اولیه، کی-۴۵-کای بدنه‌ای بازنمایی‌شده با مقطع عرضی کم‌تر، سطوح دم کاملاً جدید، بال صاف باریک‌شونده، گنجایش سوخت بیشتر و جنگ‌افزارهای سنگین‌تر داشت. موتور ها-۲۵ در ابتدا همچنان در هواگرد حفظ شد. نخستین پیش‌نمونه از طراحی جدید ماه مه سال ۱۹۴۱ تکمیل شد. دو پیش‌نمونه دیگر و دوازده هواگرد پیش‌تولید هم تا پیش از پایان سال تولید شدند.
کی-۴۵-کای با عملکرد پروازی راضی‌کننده در آزمایش‌ها، در نهایت با عنوان «جنگنده دو سرنشین گونه ۲ مدل کو» به خدمت در نیروی زمینی پذیرفته شد. لقب «تُریو» (اژدهاکُش) بعداً بر آن نهاده شد.
تسلیحات مدل اولیه شامل یک توپ خودکار ۲۰ م‌م و دو مسلسل ۱۲٫۷ م‌م ثابت در جلو و یک مسلسل ۷٫۹۲ م‌م متحرک در موضع دفاعی پشت بود.

#### مدل‌ها
- کی-۴۵-کای-اوستو: گونه هواگرد تهاجمی و ضدکشتی با یک توپ خودکار ۲۰ م‌م و یک توپ ۳۷ م‌م با بارگذاری دستی. در این مدل موتور بعداً به میتسوبیشی ها-۱۰۲ با توان ۱٬۰۸۰ اسب بخار هنگام برخاستن، تغییر کرد. این موتور به گونه استاندارد مدل بعدی تبدیل شد.[۳]
- کی-۴۵-کای-هِی: برای نقش رهگیر شبانه با یک توپ نیمه‌خودکار ۳۷ م‌م رو به جلو، دو توپ خودکار ۲۰ م‌م با زاویه رو به بالا و یک مسلسل ۷٫۹۲ م‌م برای دفاع پشت[۳]
- کی-۴۵-کای-تِی: نسخه ضدکشتی با یک توپ خودکار ۳۷ م‌م و دو توپ خودکار ۲۰ م‌م رو به جلو و ۲۵۰ کیلوگرم بمب
- در چند فروند کی-۴۵-کای یک توپ ۷۵ م‌م با بارگذاری دستی برای نقش رهگیر بمب‌افکن و ضدکشتی نصب شد.
- مدل پیشنهادی کی-۴۵–۲ منجر به طراحی کی-۹۶ شد.[۳]

## تولید
آخرین فروند از جنگنده دو سرنشین گونه ۲ از مدل هِی ماه ژوئیه سال ۱۹۴۵ تولید شد. مجموع تولید، بدون در نظر گرفتن پیش‌نمونه‌ها، ۱٬۶۹۱ فروند بود.

## تاریخچه عملیاتی
جنگنده دو سرنشین گونه ۲ به شکل گسترده در آوردگاه‌های جنوب غربی اقیانوس آرام و بعدها در دفاع از سرزمین اصلی ژاپن استفاده شد. این هواگردها اواخر جنگ به عنوان کامی‌کازه برای حملات انتحاری نیز به‌کار رفتند.

## مشخصات فنی
کی-۴۵-کای-هِی:
مشخصات عمومی
- خدمه: ۲ نفر
- طول: ۱۱ متر
- طول بال: ۱۵ متر
- ارتفاع: ۳٫۷ متر
- مساحت بال: ۳۲ متر مربع
- وزن خالی: ۳٬۶۹۵ کیلوگرم (۴٬۰۰۰ کیلوگرم[۱])
- وزن بارگذاری‌شده: ۵٬۲۷۶ کیلوگرم (۵٬۵۰۰ کیلوگرم[۱])
- نیرومحرکه: ۲ × موتور شعاعی ۱۴ سیلندر میتسوبیشی ها-۱۰۲ خنک‌شونده با هوا: ۱٬۰۸۰ اسب بخار هنگام برخاستن

عملکرد
- حداکثر سرعت: ۵۴۷ کیلومتر بر ساعت در ۶٬۰۰۰ متری (۷٬۰۰۰ متری[۱])
- سرعت اوج‌گیری: ۵٬۰۰۰ متر در ۶٫۱۲ دقیقه
- سقف پروازی: ۱۰٬۰۰۰ متر[۱]
- برد: ۲٬۰۰۰ کیلومتر (۱٬۵۰۰ کیلومتر[۱])

تسلیحات
- ۱ × توپ نیمه‌خودکار ۳۷ م‌م رو به جلو
- ۲ × توپ خودکار ۲۰ م‌م با زاویه رو به بالا
- ۱ × مسلسل ۷٫۹۲ م‌م برای تیربارچی دم